# Dysstroma rectiflavata
Dysstroma rectiflavata là một loài bướm đêm trong họ Geometridae.